# Lidia Chojecka
Lidia Chojecka-Leandro, poljska atletinja, * 25. januar 1977, Siedlce, Poljska.
Nastopila je na poletnih olimpijskih igrah v letih 2000, 2004 in 2008, osvojila je peto in šesto mesto v teku na 1500 m. Na svetovnih dvoranskih prvenstvih je osvojila dve bronasti medaljo v isti disciplini in eno v teku na 3000 m, na evropskih dvoranskih prvenstvih pa dve zlati in dve srebrni medalji v teku na 3000 m ter zlato in srebrno medaljo v teku na 1500 m.